# جورجينيا كاتس
جورجينيا كاتس (بالإنجليزية: Georgina Cates)‏ هي ممثلة بريطانية، ولدت في 14 يناير 1975 بكولشيستر في المملكة المتحدة.

## وصلات خارجية
- جورجينيا كاتس على موقع IMDb (الإنجليزية)
- جورجينيا كاتس على موقع ألو سيني (الفرنسية)
- جورجينيا كاتس على موقع أول موفي (الإنجليزية)
- جورجينيا كاتس على موقع قاعدة بيانات الأفلام السويدية (السويدية)
- جورجينيا كاتس على موقع إن إن دي بي (الإنجليزية)
- جورجينيا كاتس على موقع قاعدة بيانات الفيلم (الإنجليزية)
- جورجينيا كاتس على موقع كينوبويسك (الروسية)
- جورجينيا كاتس على موقع كينوبويسك (الروسية)